# Русский союз Латвии

Логотип партии «ЗаПЧЕЛ — За права человека в единой Латвии» (2006—2014)

«Ру́сский сою́з Ла́твии» (сокр. РСЛ, латыш. Latvijas Krievu savienība; до 2014 года — «ЗаПЧЕЛ — За права́ челове́ка в еди́ной Ла́твии» (латыш. PCTVL — Par cilvēka tiesībām vienotā Latvijā) — левоцентристская партия (до 2007 года — объединение политических партий) в Латвии, представляющая преимущественно интересы русскоязычных жителей. Основано в 1998 году. Сопредседатели — Татьяна Жданок и Мирослав Митрофанов.

## Политическая ориентация, избиратели
Заявленные приоритеты партии — защита прав национальных меньшинств, усиление социальных обязательств государства, интеграция в Евросоюз и сокращение военного бюджета. Партия поддерживает присвоение гражданства Латвии всем постоянным жителям на момент провозглашения независимости, призывая неграждан использовать уже имеющиеся возможности натурализации. Партия выступает за официальный статус русского и латгальского языка в ряде самоуправлений, свободный выбор языка обучения в публичных учебных заведениях, защиту жильцов денационализированных в 1990-х годах домов. Избиратели «пчёл» — преимущественно русскоязычные. В 2014 партия была единственной в Латвии, которая поддержала аннексию Крыма. В избирательную программу партии на парламентских выборах 2018 года был включён пункт о введении обязательного обучения русскому языку во всех школах Латвии, включая латышскоязычные.

## История

### Создание объединения и Седьмой Сейм (1998—2002)

Митинг против негражданства (2005)

Объединение возникло перед выборами в Седьмой Сейм Латвии летом 1998 года (зарегистрировано 3 августа). Его основателями стали Движение за социальную справедливость и равноправие (руководители Татьяна Жданок и Сергей Диманис), Партия народного согласия (председатель Янис Юрканс) и Социалистическая партия Латвии (председатель Филипп Строганов). Вскоре к объединению присоединилась Русская партия (лидер Михаил Гаврилов); поддержал его и тогда беспартийный Альфред Рубикс. На выборах 5 октября 1998 г. блок получил 16 мест в Сейме из 100 (6 — ПНС, 5 — «Равноправие», 4 — СПЛ, 1 — РП) при 14,12 % голосов. Распределение полученных мандатов по округам: Рига — 7 из 28, Латгалия — 7 из 18, Видземе — 1 из 25, Земгале — 1 из 15, Курземе — 0 из 14.
На референдуме, проходившем в один день с выборами, ЗаПЧЕЛ выступал за либерализацию Закона о гражданстве, и эта позиция была поддержана большинством.
В 1999 году объединение совместно с социал-демократами добилось проведения референдума для сохранения более широких прав на получение пенсий, но проиграло. Председателем Социалистической партии стал Альфред Рубикс.
В 2000 году Движение за социальную справедливость и равноправие переименовалось в партию «Равноправие», её возглавили Татьяна Жданок и Владимир Бузаев. ЗаПЧЕЛ и социал-демократы в том году добились отказа правящей коалиции от приватизации монополиста «Латвэнерго», поставив Сейм перед необходимостью в противном случае проводить референдум.
Перед муниципальными выборами 2001 года Русская партия вышла из объединения. Однако блок получил 13 мест из 60 (7 кандидатов, выдвинутых «Равноправием», 5 от ПНС и 1 от СПЛ) в Рижской думе (21,34 % голосов) и создал в столице правящую коалицию с ЛСДРП (несколько месяцев в коалицию входило также объединение ТБ/ДННЛ, но его скоро сменил ряд мелких партий). Всего ЗаПЧЕЛ участвовал в выборах в 13 муниципалитетах, и в 12 из них получил в общей сложности 32 мандата.
Перед выборами 8-го Сейма в 2002 г. издавались партийные газеты «Полёт пчелы» и «Vienotā Latvijā». В программе объединения появилось требование «нулевого варианта» закона о гражданстве.
За срок полномочий Седьмого Сейма депутаты ЗаПЧЕЛ участвовали в возбуждении и рассмотрении следующих дел в Конституционном суде:
- о запрете жителям приватизировать квартиры в Риге, по ул. Калькю, 24 — выиграно[11];
- о размещении печи для сжигания опасных отходов в г. Олайне — проиграно[12];
- о передаче дома в Риге, по ул. Марсталю, 24 Агентству дипломатического сервиса — проиграно[13];
- об ограничениях пенсионного стажа неграждан, иностранцев и лиц без гражданства — проиграно[14];
- об ограничениях в социальном страховании тех лиц, за которых взносы делают иные лица — выиграно[15];
- о ликвидации РАУ и реорганизации ЛМА — проиграно[16];
- об ограничениях на торговлю фруктами, овощами и ягодой на рынках вне павильонов — выиграно[17];
- о запрете жителям приватизировать квартиры в Риге, по ул. Элизабетес, 57 — выиграно[18];
- об указании правительства АО «Латвэнерго» заключить невыгодный договор с ООО «WINDAU» — выиграно[19];
- о запрете быть избранными в Сейм и самоуправления для деятелей ряда оппозиционных организаций 1991 г. и бывших работников КГБ — проиграно[20], хотя 3 судей из 7 поддержали[21] истцов.

### Восьмой Сейм (2002—2006)

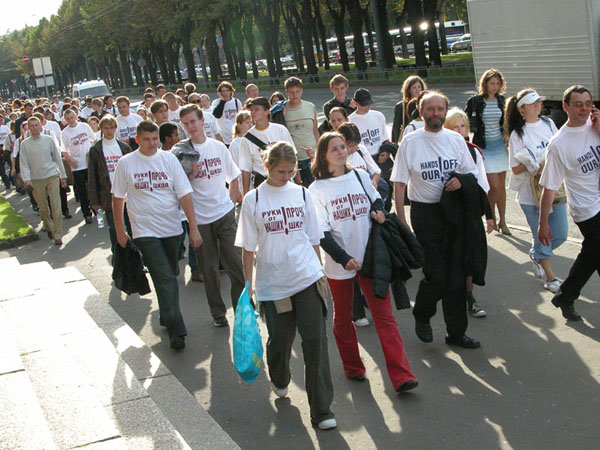
Шествие в защиту русских школ (2003)

В 2002 году ЗаПЧЕЛ на выборах в Восьмой Сейм Латвии получило 25 мандатов (12 кандидатов, выдвинутых ПНС, 8 от «Равноправия» и 5 от СПЛ) при 19,00 % голосов. Распределение полученных мандатов по округам: Рига — 10 из 28, Латгалия — 9 из 17, Видземе — 3 из 26, Земгале — 2 из 15, Курземе — 1 из 14.
В феврале 2003 года объединение покинула Партия народного согласия, а в июне и Социалистическая партия Латвии. Некоторые их деятели совместно с «равноправцами» в августе создали партию «Свободный выбор в народной Европе» во главе с Яковом Плинером и Николаем Кабановым, которая вошла в объединение. Обе партии действуют как единая организация. В результате у ЗаПЧЕЛ осталось 6 депутатов Рижской думы и 6 депутатов Сейма.
В апреле 2003 г. «Равноправие» приняло новую программу; в мае начала выходить дружественная ему и позднейшему ЗаПЧЕЛ еженедельная газета «Ракурс». На референдуме о вступлении в Евросоюз в сентябре того же года ЗаПЧЕЛ, как и большинство граждан, поддержал вступление в ЕС.
В 2003 году ЗаПЧЕЛ стал одним из основателей и активнейших участников Штаба защиты русских школ — движения против перевода средних школ (10—12 классы) национальных меньшинств на латышский язык обучения (так называемая реформа-2004) и запрета на государственное финансирование частных нелатышских школ. Два иска в Конституционный суд, поданных вместе с бывшими партнёрами по объединению, многочисленные массовые митинги и демонстрации, а также акции ненасильственного сопротивления привели к частичной отмене реформы-2004 и решению о неконституционности дискриминации частных школ нацменьшинств.
В начале 2004 г. ЗаПЧЕЛ был одной из двух парламентских партий, выступивших против вступления в НАТО. Несколько месяцев в том же году ЗаПЧЕЛ поддерживал кабинет меньшинства во главе с «зелёным» Индулисом Эмсисом, но отказал ему в доверии из-за введения в действие реформы-2004. Само объединение с момента основания в правительство Латвии не входило.
На выборах в Европарламент 2004 года объединение получило 10,66 % голосов и одно место в Европарламенте из девяти, отведённых Латвии. Первым русским депутатом в ЕП стала Татьяна Жданок, вступившая во фракцию Зелёных и Европейского Свободного альянса (в подгруппу ЕСА).
На муниципальных выборах 2005 года ЗаПЧЕЛ получил 13,68 % голосов и 9 мест в Рижской думе, перейдя в оппозицию. Объединение пришло к власти в двух крупных городах страны — Даугавпилсе и Резекне. Достойный внимания случай произошёл в г. Вангажи — там в выборах участвовал список «За права человека в едином городе Вангажи», с ЗаПЧЕЛ не связанный. Всего ЗаПЧЕЛ участвовал в выборах в 20 муниципалитетах, и в 18 из них получил в общей сложности 33 мандата. Блок вошёл в созданную Федерацию Русских партий Европы.
В июне 2006 года на съезде ЗаПЧЕЛ была принята новая программа; также поддержку объединению высказали представители издательств «Fenster» и «Петит» А. Козлов и К. Загоровская, вскоре включённые в список кандидатов в Сейм от ЗаПЧЕЛ.
В августе впервые представитель ЗаПЧЕЛ (Ирина Андреева) стала мэром города (Седа, находящаяся на севере Латвии). По итогам летнего исследования общества «Делна», у ЗаПЧЕЛ была констатирована наименьшая доля крупных пожертвований в партийном бюджете из значимых латвийских партий. Перед выборами 9-го Сейма в 2006 издавались партийные газеты «Левая альтернатива» и «Kreisā alternatīva».
За срок полномочий Восьмого Сейма депутаты ЗаПЧЕЛ участвовали в возбуждении и рассмотрении следующих дел в Конституционном суде:
- об ограничениях для вещания на языках национальных меньшинств — выиграно[34] (все податели иска — депутаты ЗаПЧЕЛ);
- о поддержке Латвией операции США и их союзников в Ираке[35] — отказано в возбуждении дела;
- о лишении статуса негражданина Латвии при эмиграции — выиграно[36];
- о сроках и последствиях констатации сотрудничества с КГБ — проиграно[37];
- о Совете по сохранению и развитию исторического центра Риги — проиграно[38];
- о переводе средних школ нацменьшинств на преимущественно латышский язык обучения — проиграно[39];
- о запрете на публичное финансирование частных школ с нелатышским языком обучения — выиграно[40];
- О запрете быть избранными для бывших работников КГБ, деятелей Компартии Латвии и дружественных ей организаций в Законе о выборах Сейма и законе о муниципальных выборах (повторно) — проиграно[41], один из судей высказал особое мнение[42];
- Об ограничении свободы собраний в Законе о митингах, шествиях и пикетах — выиграно[43];
- О компетенции Национального совета по радио и телевидению — проиграно[44];
- О поправках к Закону о государственных социальных пособиях — выиграно[45].

### Девятый Сейм (2006—2010)
На выборах Сейма в октябре 2006 года ЗаПЧЕЛ получил 6,03 % голосов и 6 мест: 3 в Рижском округе, по 1 в Земгале, Видземе и Латгалии. Список ЗаПЧЕЛ оказался единственным из прошедших в Сейм, на который не было наложено штрафа за нарушение правил финансирования.
Весной 2007 г. объединение поддержало вынесение на референдум поправок к законам о национальной безопасности. 19 мая 2007 г. на съезде ЗаПЧЕЛ были приняты решение преобразовать объединение в единую партию под названием «ЗаПЧЕЛ — За права человека в единой Латвии» и соответствующий устав партии. В октябре слияние партий было зарегистрировано Регистром предприятий. В 2007 году третьим сопредседателем ЗаПЧЕЛ, наряду со Жданок и Плинером, стал Юрий Соколовский.
Партия поддержала вынесенные на референдумы в 2008 г. поправки к Конституции и закону «О государственных пенсиях». В 2009 г. партия заняла третье место на выборах в Европарламент, вновь получив один мандат. В 2010 году партия вступила в Европейский свободный альянс.
За срок полномочий Девятого Сейма депутаты ЗаПЧЕЛ участвовали в возбуждении и рассмотрении следующих дел в Конституционном суде:
- о праве работодателя приостановить забастовку подачей иска в суд — проиграно[53].
- о застройке Кенгарагского (Чёртова) пруда в Риге — проиграно[54], истцов поддержала 1 судья из 3[55].
- о ряде статей Кодекса об административных правонарушениях — отказано в возбуждении дела[56].
- о законе о социальной защите «чернобыльцев» — выиграно[57].
- о пенсионном стаже неграждан Латвии — проиграно[58][59].
- о социальном страховании от несчастных случаев на производстве и профессиональных заболеваний — проиграно[60].
- о ряде положений Закона о кредитных учреждениях — проиграно[61].

### С 2010 года
В 2010 г. деятели партии подали иск в Конституционный суд о ряде положений Закона о государственном языке.
В 2011 г. партия выразила поддержку вынесенному на референдум роспуску Сейма, а также (заметив, что нежелательно выносить на референдум вопросы, по которым в двухобщинном государстве позиции общин противоположны, но в условиях продвижения кампании по референдуму за ликвидацию образования на русском языке считая необходимой демонстрацию консолидированной позиции русской общины) сбору подписей за поправки к конституции о признании русского языка вторым государственным. На посту одного из сопредседателей Ю. Н. Соколовского сменил М. Б. Митрофанов. Кроме того, партия инициировала сбор подписей за изменения в Законе о гражданстве, собравший в 2012 г. необходимые на первом этапе 10 000 нотариально заверенных подписей.
В 2012 году по заявлению депутата ЗаПЧЕЛ Н. Чеховой Конституционный суд возбудил дело о языковых требованиях к муниципальным депутатам, но в 2013 г. отклонил жалобу Чеховой.

### С 2014 года
18 января 2014 года партия переименована в Русский Союз Латвии (РСЛ). В мае 2014 года получила один из 8 мандатов на выборах в Европарламент. В 2015 году на посту одного из сопредседателей Я. Г. Плинера сменил Ю. А. Петропавловский. В мае 2019 года РСЛ получил один из 8 мандатов на выборах в Европарламент, в 2020 году 4 мандата на выборах Рижской думы. В 2021 году РСЛ вошёл в правящую коалицию в Даугавпилсе.

### С 2022 года
8 апреля 2022 года Европейский свободный альянс приостановил членство РСЛ в партии из-за «фундаментальных разногласий» относительно вторжения России на Украину в рамках российско-украинской войны, включая голосование Татьяны Жданок против резолюции Европейского парламента в поддержку Украины и осуждающей вторжение.

## Результаты на выборах
| Год  | Выборы              | Результаты по Латвии, % голосов           | Депутатов по Латвии | Результаты в Риге, % голосов | Депутатов по Риге | Лидеры списка (Рига)              |
| ---- | ------------------- | ----------------------------------------- | ------------------- | ---------------------------- | ----------------- | --------------------------------- |
| 1998 | В 7-й Сейм          | 14,12; 135 700                            | 16 (из 100)         | 21,35; 54 698                | 7 (из 28)         | Юрканс, Соколовский, Денисов      |
| 2001 | Муниципальные       | 7,79 (по Латвии), 17,80 (где выдвигались) | 32                  | 21,34; 45 507                | 13 (из 60)        | Долгополов, Вейдиня, Бузаев       |
| 2002 | В 8-й Сейм          | 19,00; 189 088                            | 25 (из 100)         | 30,38; 86 801                | 10 (из 28)        | Юрканс, Бузаев, Кабанов           |
| 2004 | В 6-й Европарламент | 10,66; 61 401                             | 1 (из 9)            | 18,49; 30 314                | —                 | Жданок, Митрофанов, Соколовский   |
| 2005 | Муниципальные       | 5,41 (по Латвии), 11,31 (где выдвигались) | 33                  | 13,68; 27 728                | 9 (из 60)         | Котов, Жемайтис-Дзицевич, Ёлкина  |
| 2006 | В 9-й Сейм          | 6,03; 54 684                              | 6 (из 100)          | 10,13; 26 891                | 3 (из 29)         | Плинер, Бузаев, Ёлкина            |
| 2009 | Муниципальные       | .                                         | 6                   | 2,7 6519                     | 0                 | Ёлкина, Горба, Кузьмин            |
| 2009 | В 7-й Европарламент | 9,66 76 436                               | 1 (из 8)            | 17,27 41 608                 | —                 | Жданок, Кьеза, Соколовский        |
| 2010 | В 10-й Сейм         | 1,43 13 847                               | 0                   | 1,90 5367                    | 0                 | Соколовский, Плинер, Бузаев       |
| 2011 | В 11-й Сейм         | 0,78 7109                                 | 0                   | 1,12 3020                    | 0                 | Плинер, Сватков, Бузаев           |
| 2014 | В 8-й Европарламент | 6,38 28 303                               | 1 (из 8)            | 10,83 16 020                 | -                 | Жданок, Митрофанов, Рафальский    |
| 2014 | В 12-й Сейм         | 1,58 14 390                               | 0                   | 1,72 4929                    | 0                 | Митрофанов, Цветкова, Плинер      |
| 2018 | В 13-й Сейм         | 3,20 27 014                               | 0                   | 4,12 10 795                  | 0                 | Мамыкин, Бобкова, Кузьмин         |
| 2019 | В 9-й Европарламент | 6,24 29 546                               | 1 (из 8)            | 8,38 13 629                  | -                 | Жданок, Мамыкин, Митрофанов       |
| 2020 | Рижская дума        | .                                         | .                   | 6,52 11 170                  | 4 (из 60)         | Митрофанов, Дьери, Пагор, Кузьмин |

## Известные деятели

### Руководство
Сопредседатели правления (до 2007 г. — сопредседатели ЗаПЧЕЛ) на 2020 год: Татьяна Жданок (с 2000 г.), Мирослав Митрофанов (с 2011 г.).
В бюро партии по должности входят сопредседатели правления. Остальных членов бюро из своей среды избирает правление. Само правление избирается на съезде в составе 24 человек, из которых 3 (сопредседатели) — члены бюро и правления ex officio.
Председателями фракции ЗаПЧЕЛ в Сейме были Янис Юрканс (1998—2003), Юрий Соколовский (2003), Яков Плинер (2003—2010), в Рижской думе — Владимир Бузаев (2001—2002), Сергей Залетаев (2003—2005), Наталья Ёлкина (2005—2009), Мирослав Митрофанов (с 2020).

### Ограничены избирательные права
1. Татьяна Жданок, депутат Европарламента — не вправе выдвигаться в президенты, депутаты Сейма и самоуправлений;
2. Юрий Петропавловский, сопредседатель правления партии — отказано в гражданстве.

### Задержание активистов
13 мая 2022 года на Ратушной площади была задержана депутат Европарламента Татьяна Жданок. Полиция была стянута на площадь, чтобы не допустить проведение несанкционированного митинга против сноса памятника Освободителям Риги в Парке победы. Позже Жданок освободили. По поводу несанкционированного пикета начат процесс об административном правонарушении.
7 февраля 2023 года Служба госбезопасности Латвии задержала в Риге активистку РСЛ, члена Совета партии, приостановившую своё членство в РСЛ в связи с отъездом на учёбу в Россию Татьяну Андриец (в Латвию она приехала на каникулы). Ей инкриминируется антигосударственная деятельность, в частности её подозревают в участии в телеграм-канале «Антифашисты Прибалтики», однако модератор этого канала Сергей Васильев заявил, что это предположение не имеет ничего общего с действительностью[значимость факта?].